# Justin Adams
Justin Adams (Londen, 1961) is een Britse gitarist en muziekproducent. Hij gebruikt in zijn werk invloeden uit Amerikaanse en Afrikaanse blues en werkte veel samen met andere muzikanten, waaronder Robert Plant.

## Loopbaan
Adams begon zijn muzikale carrière in de jaren 1980 bij de band The Impossible Dreamers. Hij sloot zich daarna aan bij Jah Wobble's Invaders of the Heart.
Zijn eerste solo-album was Desert Road in 2001. 
Justin Adams heeft albums (mede) geproduceerd voor onder andere Robert Plant, Souad Massi en Tinariwen. Hij heeft ook samengewerkt met Brian Eno, Sinéad O'Connor, Ludovico Einaudi, Lo'Jo en Rachid Taha.
Sinds 2007 maakte hij enkele albums met de Gambiaanse muzikant Juldeh Camara. Met het album Soul Science wonnen ze een Songlines Music Award in de categorie Cross-cultural collaboration. Justin Adams en Juldeh Camara ('JuJu') traden in Nederland op tijdens onder andere Music Meeting, het Afrika Festival en het Houtfestival.
Adams en Camara maakten deel uit van de band The Sensational Space Shifters van Robert Plant. Hiermee stonden ze onder andere op Pinkpop en Glastonbury.
In 2022 won Justin Adams een Songlines Music Award in de categorie Fusion voor zijn album met Mauro Durante.

## Discografie
- Desert Road (Wayward, 2001)
- Kin: The Original Motion Picture Soundtrack (Wayward, 2001)
- Soul Science - Justin Adams & Juldeh Camara (Wayward, 2007)
- Tell No Lies - Justin Adams & Juldeh Camara (Real World, 2009)
- rivermudtwilight - Les Triaboliques (World Village, 2009)
- The Trance Sessions (2010), Real World - Justin Adams & Juldeh Camara (Real World, 2010)
- In Trance  - JUJU (Real World, 2011)
- Ribbons (2017) - Justin Adams & Anneli Drecker (Wayward, 2017)
- Still Moving - Justin Adams & Mauro Durante (Rough Trade, 2021)
- Sweet Release - Justin Adams & Mauro Durante (Ponderosa, 2024)